# Kyle Harrison Breitkopf
Kyle Harrison Breitkopf (Toronto, 13 de julho de 2005) é um ator canadense, mais conhecido por seus papéis em Parental Guidance e The Whispers.

## Filmografia
| Televisão | Televisão             | Televisão          | Televisão                                                            |
| Ano       | Título                | Personagem         | Nota                                                                 |
| --------- | --------------------- | ------------------ | -------------------------------------------------------------------- |
| 2015-2016 | PJ Masks              | Greg / Gekko (voz) | Elenco principal                                                     |
| 2015      | The Whispers          | Henry Bennigan     | Elenco principal                                                     |
| 2014      | Odd Squad             | Agente O'Brian     | 1ª Temporada, Episódios 1, 5, 6 e 13                                 |
| 2013      | Satisfaction          | Jack               | Episódio 13                                                          |
| 2013      | Saving Hope           | Ryan Sullivan      | 2ª Temporada, Episódios 1 e 6 Creditado como Kyle Breitkopf          |
| 2013-2014 | Being Human           | Isaac Waite        | 3ª Temporada, Episódios 9, 12 e 13 4ª Temporada, Episódios 2, 6 e 10 |
| 2011      | Against the Wall      | Mikey Patterson    | Episódio 7                                                           |
| 2011      | Rookie Blue           | Nathan Cross       | 2ª Temporada, Episódio 10                                            |
| 2010-2011 | Mind's Eye the Series | Brendan            | Elenco principal                                                     |
| 2018      | Creeped Out           | Ace                | 1ª Temporada, Episodio 12 e 13                                       |

| Cinema | Cinema                 | Cinema           | Cinema         |
| Ano    | Título                 | Personagem       | Nota           |
| ------ | ---------------------- | ---------------- | -------------- |
| 2013   | Catch a Christmas Star | Jackson Marshall | Telefilme      |
| 2012   | Parental Guidance      | Barker Simmons   |                |
| 2011   | Out of Touch           | Conner           | Curta-metragem |
| 2011   | Boss of Me             | -                | Curta-metragem |
| 2010   | Now & Then             | Anakin           | Curta-metragem |
| 2010   | Breaking Point         | Paul             | Curta-metragem |

## Prêmios e indicações
| Ano  | Prêmio              | Categoria | Trabalho               | Resultado |
| ---- | ------------------- | --- | ---------------------- | --------- |
| 2015 | The Joey Awards     | Best Young Ensemble in a Voiceover Performance (com Alex Thorne, Addison Holley, Brianna Daguanno, Jacob Ewaniuk, e Trek Buccino) | PJ Masks               | Indicado  |
| 2014 | Young Artist Awards | Best Performance in a TV Movie, Miniseries, Special or Pilot - Young Actor                                                        | Catch a Christmas Star | Venceu    |
| 2014 | Young Artist Awards | Best Performance in a TV Series - Guest Starring Young Actor 10 and Under                                                         | Satisfaction           | Indicado  |
| 2013 | Young Artist Awards | Best Performance in a Feature Film - Supporting Young Actor Ten and Under                                                         | Parental Guidance      | Indicado  |
| 2013 | Young Artist Awards | Best Performance in a Feature Film - Young Ensemble Cast (com Bailee Madison e Joshua Rush)                                       | Parental Guidance      | Indicado  |